# Rhinotragus lucasii
Rhinotragus lucasii là một loài bọ cánh cứng trong họ Cerambycidae.